# فيل كروسبي
فيل كروسبي (بالإنجليزية: Phil Crosby)‏ هو لاعب كرة قدم بريطاني، ولد في 9 نوفمبر 1962 في ليدز في المملكة المتحدة. لعب مع غريمسبي تاون ونادي بيتربورو يونايتد ونادي روذرهام يونايتد ونادي يورك سيتي.

## وصلات خارجية
- فيل كروسبي على موقع الاتحاد الدولي (مؤرشف)  (الإنجليزية)